# الاند، سکسونی-انهالت
الاند، سکسونی-انهالت (به آلمانی: Aland, Saxony-Anhalt) یک شهر در آلمان است که در زاکسن-آنهالت واقع شده‌است.

## خصوصیات
الاند ۹۲٫۲۸ کیلومترمربع مساحت دارد ۱۷ متر بالاتر از سطح دریا واقع شده‌است.